# Лютоль-Сухи
Лютоль-Сухи (пол. Lutol Suchy, нім. Dürrlettel) — село в Польщі, у гміні Тшцель Мендзижецького повіту Любуського воєводства.
Населення — 452 особи (2011).
У 1975-1998 роках село належало до Гожовського воєводства.

## Демографія
Демографічна структура станом на 31 березня 2011 року:
|          | Загалом | Допрацездатний вік | Працездатний вік | Постпрацездатний вік |
| -------- | ------- | ------------------ | ---------------- | -------------------- |
| Чоловіки | 234     | 47                 | 168              | 19                   |
| Жінки    | 218     | 34                 | 130              | 54                   |
| Разом    | 452     | 81                 | 298              | 73                   |